# Midori Seiler
Midori Seiler (Osaka, 18 de febrero de 1969) es una violinista germano-japonesa especializada en música barroca y clásica.

## Vida
Midori Seiler es hija de un pianista japonés y una pianista bávara. Creció en Salzburgo donde también comenzó sus estudios musicales con Helmut Zehetmair y Sándor Végh. Otras etapas de su formación la llevaron a Suiza, al Conservatorio de Basilea con Adelina Oprean, y a la Schola Cantorum Basiliensis con Thomas Hengelbrock; a Londres con David Takeno y finalmente a Berlín, donde completó sus estudios con el examen de concierto con Eberhard Feltz.
Durante su estancia en Basilea fue concertino de la Orquesta Sinfónica Juvenil de Suiza. Desde 1991 es miembro de la Akademie fúr Alte Music Berlin (Akamus), una de las orquestas barrocas europeas más respetadas. Su grabación de las siete grandes sonatas vienesas para violín de Mozart en el sello francés Zig Zag fue galardonada con el Diapason d'or del año 2002 y el Choc-Le Monde de la musique.
Con Akamus, así como con Anima Eterna, la orquesta del especialista belga en fortepiano Jos van Immerseel, Seiler ha tocado conciertos para violín del repertorio barroco y clásico en el Wigmore Hall de Londres, el Concertgebouw de Ámsterdam, el Musikvereinssaal de Viena y en otras ciudades europeas.
Dirigió clases magistrales en Brujas y Amberes y de 2010 a 2013 fue profesora de violín barroco y viola en la Hochschule für Musik Franz Liszt Weimar  y ha estado enseñando en la Universität Mozarteum Salzburg desde 2014. En 2017 regresó a Weimar. Midori Seiler ha estado enseñando en la Universidad de Artes Folkwang en Essen desde abril de 2020.

## Premios
- 2002: Diapason d'or por sus "Vienna Violin Sonatas" de Mozart
- 2002: Choc du Monde de la Musique de Classica
- Premio del concurso Locatelli en el Concertgebouw de Ámsterdam

## Discografía (selección)
- Georg Philipp Teleman . Iglesia de Cristo Berlín-Oberschoeneweide. En Harmonia Mundi/Lotus, 2001.
- Deseo & Vida alrededor de 1700. Con su Boreas Ensemble. En el sello berlinés KammerTon, 1999.
- Juan Sebastián Bach: 4. Concierto de Brandeburgo. En Harmonia Mundi Francia
- Franz Schubert: Sonatas para violín y piano. Con Jos van Immerseel